# 루시 (기타)

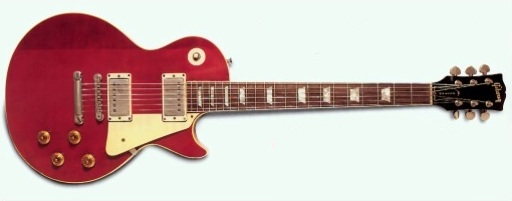

루시(Lucy)는 비틀즈의 멤버 조지 해리슨이 사용한 깁슨 레스폴 기타다. 1968년 에릭 클랩튼으로부터 받았다. "While My Guitar Gently Weeps,"에 녹음된 기타로 유명하다. 일렉기타계에선 유명한 기타다.
57 골드탑 험버킹 모델을 레드색상으로 리피니시한 것이다.